# Organillero

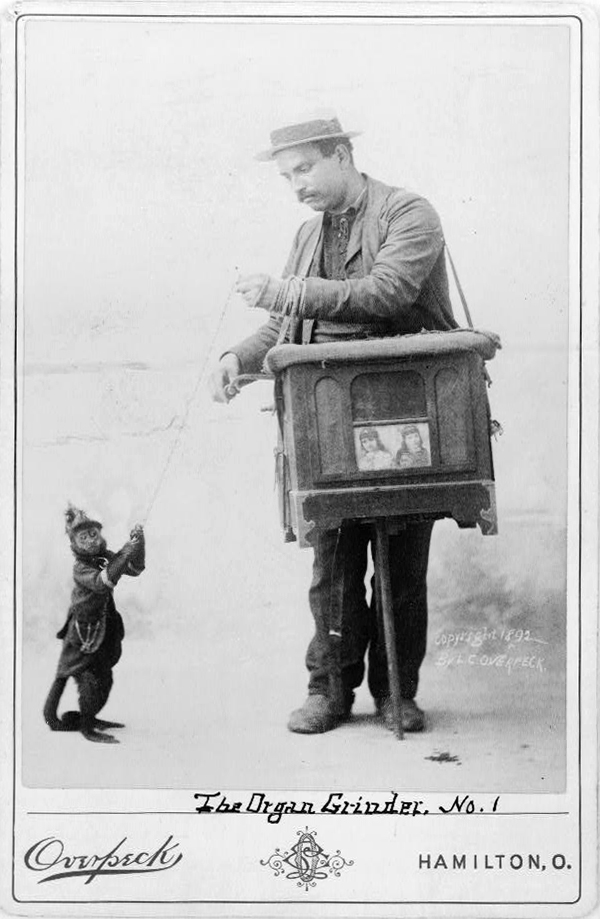
Organillero (organista de manivela) con su mono capuchino adiestrado para pasar el plato, y otras "monerías" (1892).

Músico callejero intinerante que se ganaba el sustento ejecutando un instrumento musical autómata, constituido por un órgano de tubos portátil y un sistema mecánico de relojería, más conocido como organillo. La principal función de este músico era amenizar las plazas públicas de la ciudad, llevando un repertorio de piezas populares, generalmente bailables. 
Variados son los tipos de organillos que pueden encontrarse involucrados en el oficio, pero el más común y antiguo fue  el organillo mecánico de cilindro de madera, con púas y puentes de bronce, en que van registradas ocho piezas musicales. 
A fines del siglo XIX, aparecen los organillos neumáticos que reemplazan el cilindro por pliegos de cartón perforado. Los organillos comenzaron a ser muy recurrentes en las calles de Europa y América, conforme crece la industria de la música popular bailable y anuncia que será la tendencia del siglo XX. Con el paso de las generaciones, se ha actualizado el repertorio musical. Los organillos luchan por no quedar obsoletos a pesar de las nuevas tecnologías. Lo que va quedando del oficio adquiere una fuerte carga nostálgica en países como Alemania, Francia, Suiza, Argentina, Chile y México.

## Organilleros en Latinoamérica
Hacia 1880 son llevados de Alemania los primeros organillos a Latinoamérica, en el caso de México es de mano de la casa de instrumentos musicales “Wagner y Levien”, que fuera fundada por inmigrantes alemanes, los cuales los rentaban a personas para que éstas ganaran algún dinero al hacer sonar el instrumento en las zonas públicas o en algunas ocasiones en sesiones privadas, como era el caso de las tradicionales Serenatas o Gallo. Los primeros instrumentos eran llevaban la marca de la misma casa de instrumentos, pero luego fueron importados por otras casas de instrumentos musicales, siendo los más comunes los fabricados por “Frati & Company”, quien los fabricó hasta 1912.

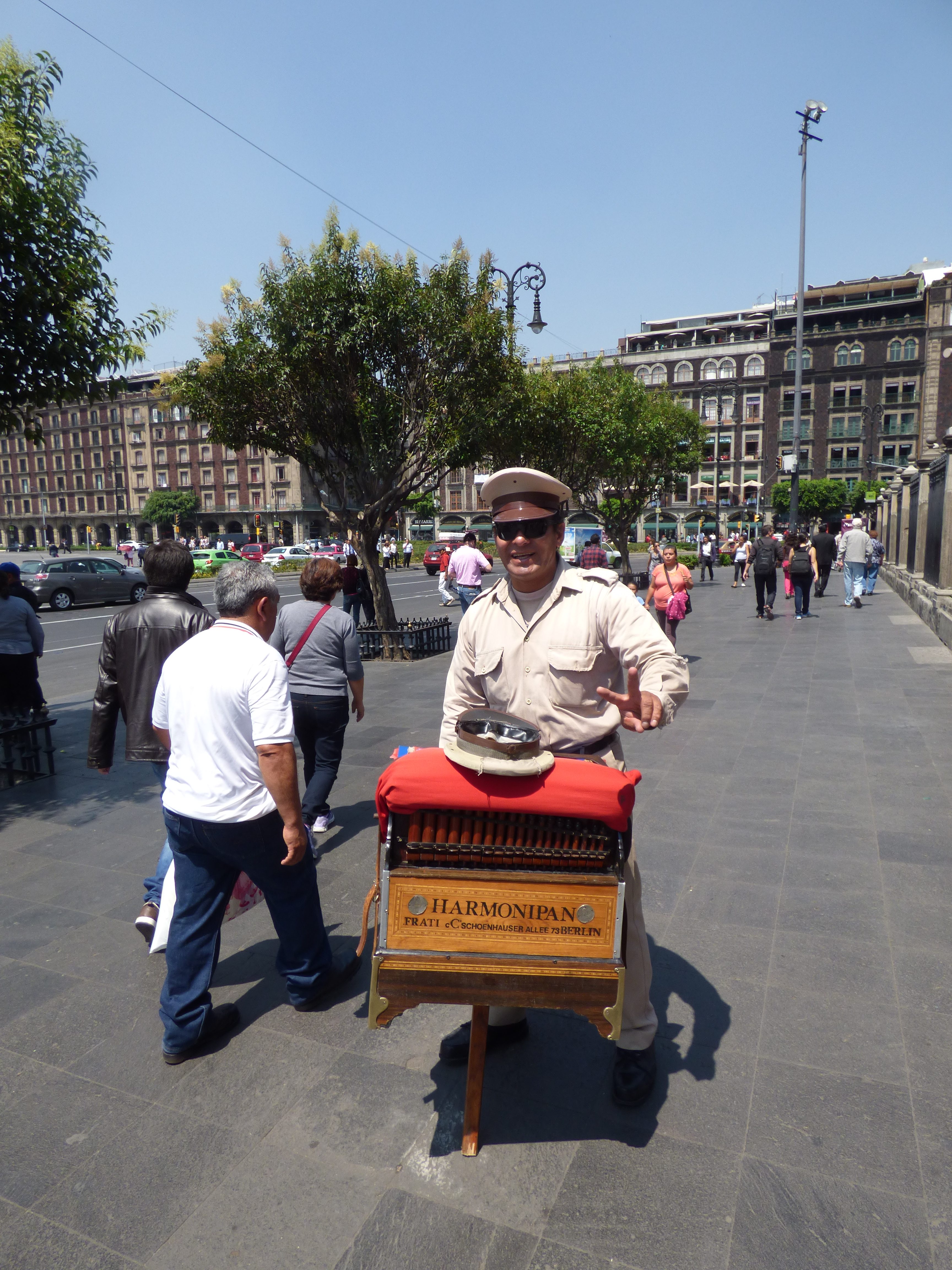
Organillero del zócalo de la Ciudad de México

En México esta tradición persistió sobre la base de particulares que se hicieron de grandes números de instrumentos, los cuales rentaban a particulares para que hicieran algún dinero; de éstos el caso de ‘’'Pomposo Ganoa’’, quien llegó a adquirir hasta 250 organillos alrededor de la década de 1930 cuando se dejaron de fabricar en Alemania; con el paso del tiempo varios de estos instrumentos se usaron como fuente de refacciones, se vendieron a coleccionistas o fueron robados, por lo que ahora su nieta Silvia Hernández sólo dispone de 13 para rentar.
Es en 1975 que se organiza el sindicato de cilindreros u organilleros con el nombre de ‘‘Unión de Organilleros del Distrito Federal y la República Mexicana’’, el cual cuenta con 120 miembros; este grupo se distingue por su uniforme café tomado de los uniformes del ejército del general Pancho Villa en México; existe otra organización llamada ‘’'Unión Libre’’', la cual se distingue por su uniforme gris.
En ambos casos vistiendo su uniforme y cargando el pesado instrumento con su monopié, que puede llegar a pesar 50 kg. suelen caminar hasta encontrar el lugar donde se establecen temporalmente para dar vuelta al manubrio del organillo y así hacer sonar el instrumento musical. Este oficio es actualmente un trabajo secundario, ya que sus ingresos se han reducido, por lo que es difícil vivir de éste; en la actualidad es usual que mujeres se unan a los grupos de organilleros que recorren toda la república mexicana.
Usado inicialmente en circos y teatros, la imagen del organillero acompañado por un monito fue de lo más habitual, ya que imitaba la forma europea de explotación; este mono era comúnmente un mono araña. En el caso de Sudamérica, esta imagen fue más común principalmente en Chile y la Argentina.
El oficio de organillero es ya muy escaso, siendo Argentina, Chile y México los países donde se aún conserva. Aunque es en México donde más predomina la tradición del organillero, es en Santiago de Chile, con Héctor Lizana y sus descendientes, la familia Castillo de Valparaíso, y Alfonso Rodríguez en Guatemala, que la fabricación y reparación de estos instrumentos continúa, los cuales tienen como principal mercado el mexicano.
En Argentina, el último organillero de la ciudad de Buenos Aires fue Héctor Manuel Salvo, conocido artísticamente como "Manu Balero". En la ciudad de Luján, en la provincia de Buenos Aires, Hugo Damonte hace 40 años que ejerce este peculiar oficio.
.

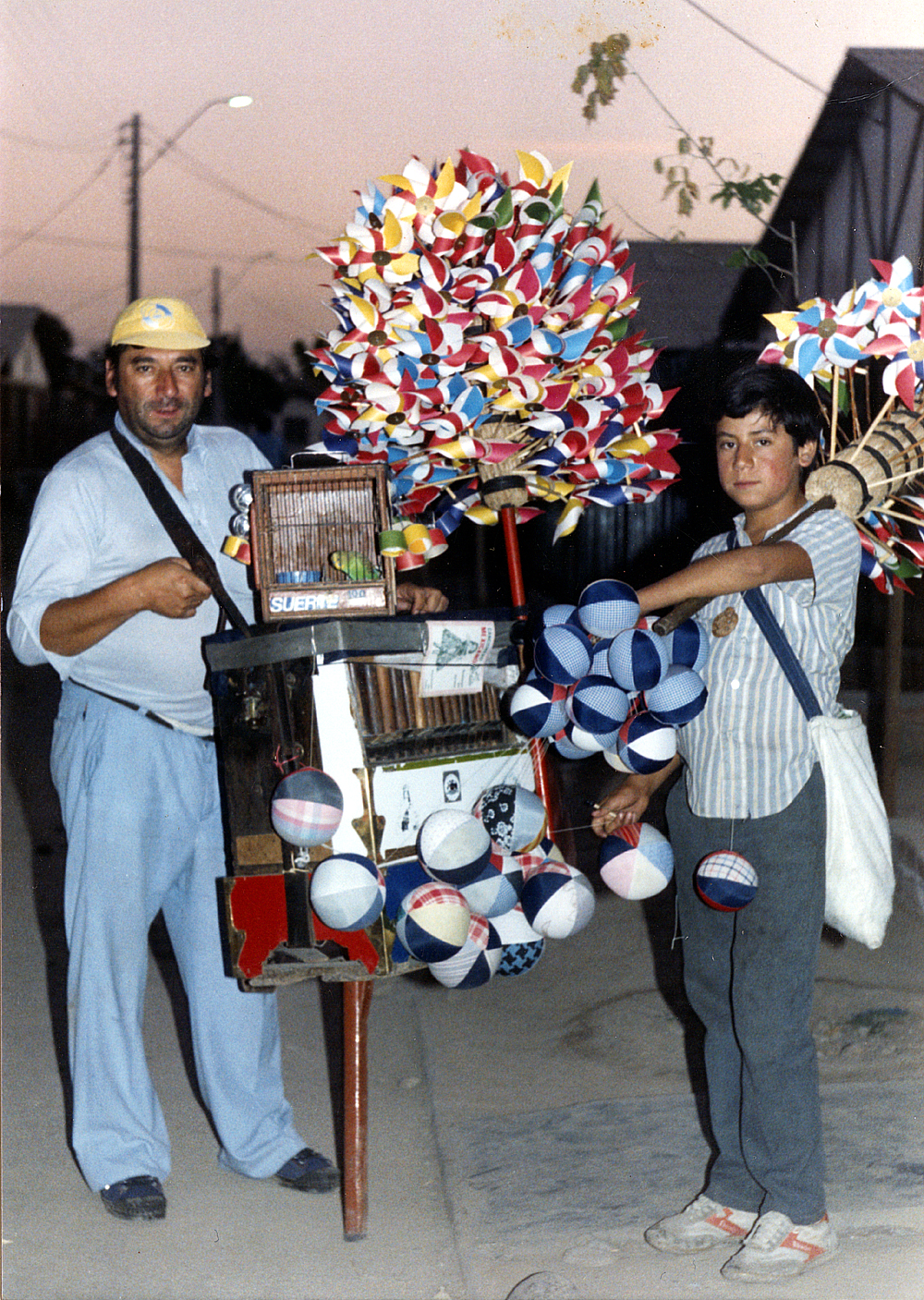
Organilleros chilenos junto a su loro de la suerte.
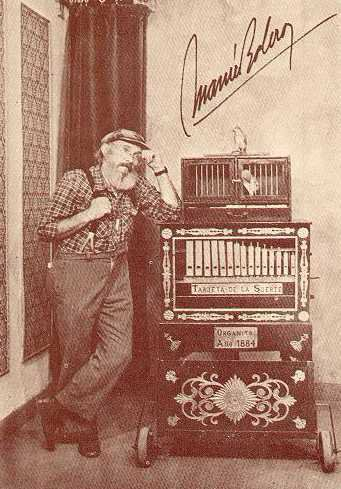
Héctor Manuel Salvo fue el último organillero de la ciudad de Buenos Aires.
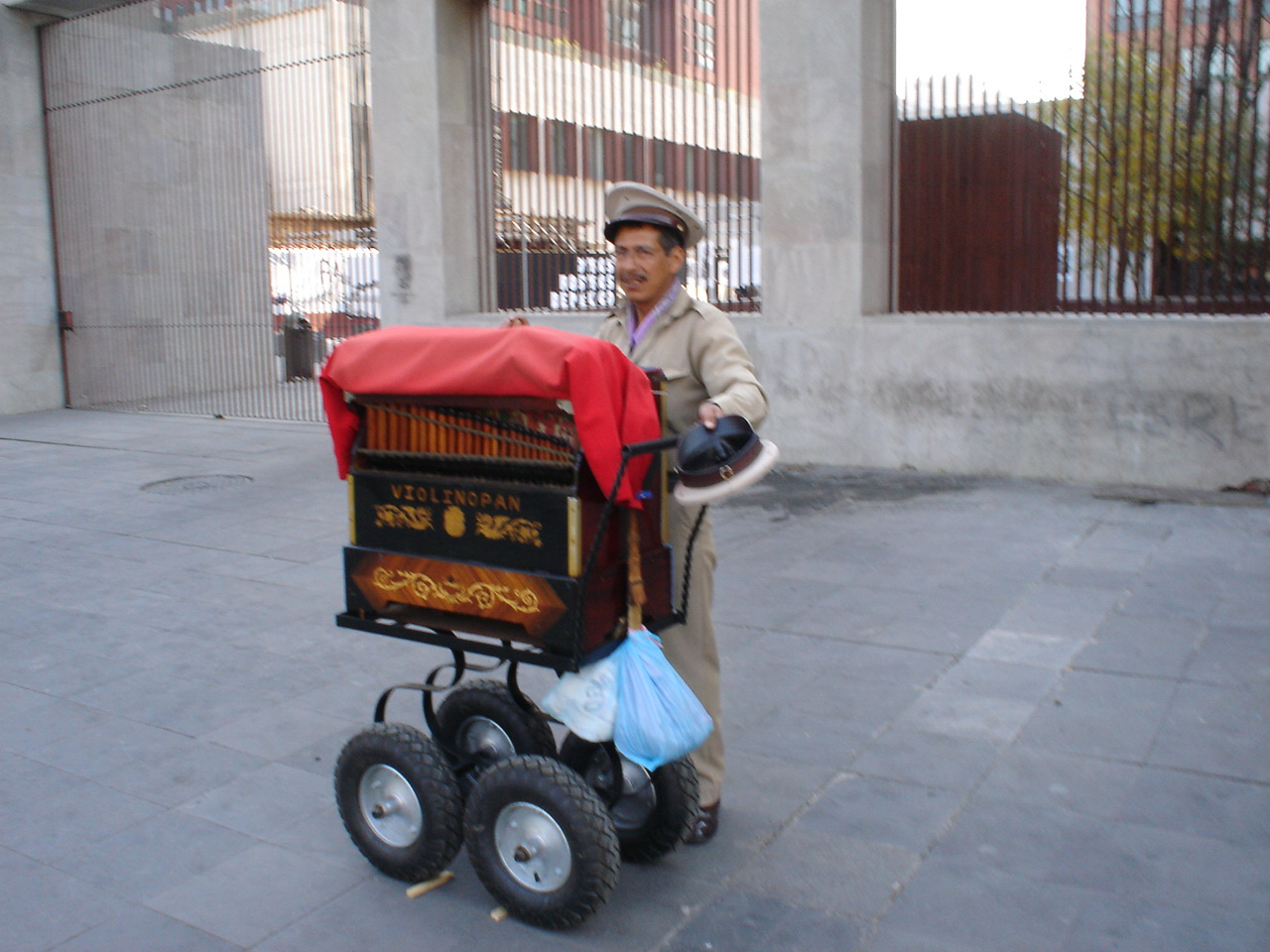
Organillero, con su organillo sobre una base poco convencional con ruedas.

## En la cultura
El organillero y su instrumento musical han sido parte de películas y temas musicales; en el mundo anglosajón su presentación más viva se dio en la película "El planeta de los simios (2001)" donde es el ser humano quien recolectaba el dinero, como lo hace el mono en la imagen tradicional del organillero. En la música su referencia más clara es la canción de ‘’'Amigo Organillero’’' de Javier Solís.
El organillero hace breve presencia en el trabajo de Cirque du Soleil "Luzia".